# Понтоток (округ, Миссисипи)
Округ Понтоток (англ. Pontotoc County) — округ штата Миссисипи, США. Население округа на 2000 год составляло 26726 человек. Административный центр округа — город Понтоток.

## История
Округ Понтоток основан в 1836 году.

## География
Округ занимает площадь 1287.2 км2.

## Демография
Согласно переписи населения 2000 года, в округе Понтоток проживало 26726 человек (данные Бюро переписи населения США). Плотность населения составляла 20.8 человек на квадратный километр.